# 石珊瑚目
石珊瑚目（学名：Scleractinia）是珊瑚纲六放珊瑚亚纲的一个目，是一類生活在海洋中的生物，曾被稱為像是植物的動物(Zoophytes)，能分泌碳酸鈣骨骼形成堅硬的礁體，以便將他們固定在光線充足、海水流動快速的地方。牠們最早於三疊紀中期出現，取代了於二疊紀末滅絕的床板珊瑚及四射珊瑚。和海葵、擬珊瑚海葵(擬珊瑚海葵)、黑角珊瑚、沙葵(Ceriantharia)是近親，皆同為六放珊瑚(六放珊瑚)各目的物種。
由於大部份珊瑚礁的骨架都是由石珊瑚目所形成，對人類和其他生物而言，珊瑚礁生態圈是主要的漁場所在地，可以說在沿岸的海洋生物生存空間，是珊瑚在造礁作用下所提供的，因此珊瑚在淺水的近海中具有基本與極重要的價值，部份種類能分佈在溫帶、極地水域或透光帶以下6000米水深處。
石珊瑚目可以分為兩類：
- 淺海珊瑚：分佈在熱帶與亞熱帶的淺水地區，有共生藻，是主要的構成礁的主要部份，大多為群體型，少數為單體型 (例如: 蕈珊瑚科 Fungiidae)。
- 深海珊瑚：分佈全球海域水深大於50公尺的地區，無共生藻，造礁速度緩慢，主要為單體型，少數為群體型 (例如: 篩孔珊瑚 Medrepora)。

## 解剖

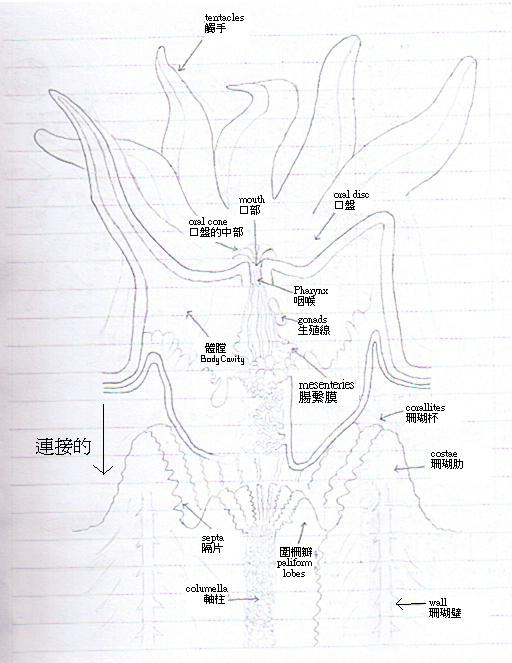
石珊瑚的結構

石珊瑚目可以是群體或單體的。最普遍的形態包括錐體及角狀的。群體的石珊瑚目，珊瑚蟲重覆的無性分裂令珊瑚石互相連接，形成一個個的群體。亦有發生毗連的群體融合成為單一的群體。
現今石珊瑚目的骨骼是由霰石所組成。但是史前的石珊瑚目則沒有霰石的骨骼結構。
石珊瑚目珊瑚蟲的骨骼稱為珊瑚石。個圍繞在珊瑚周邊的稱為隔壁。骨骼源自於一塊薄板，板上有直立的隔壁。石珊瑚目的結構都是輕巧及有孔的，而不像四射珊瑚般堅實。
隔壁是從腸繫膜分泌出來。不同年齡的隔壁是互相鄰接的，而石珊瑚目骨骼是輻射或雙輻射對稱。相反，一些化石珊瑚，鄰接的隔壁是以年齡來排列，形成了一種兩側對稱。石珊瑚目與四射珊瑚的分別亦在於其隔壁生長形式，牠們會分泌出霰石外骨骼，隔壁會在每隔6個腸繫膜生長出來。
石珊瑚目有兩個主要的次級結構：
- 堅實組織：是一層附接的次級組織，由隔壁所覆蓋。它是由橫向的霰石觸手所組成，並保護著石珊瑚目本身。但是它的功能會因隔壁的厚化而消失。
- 共骨：是一種多孔及複雜的組織，將個別的珊瑚石區分開來。

## 生態

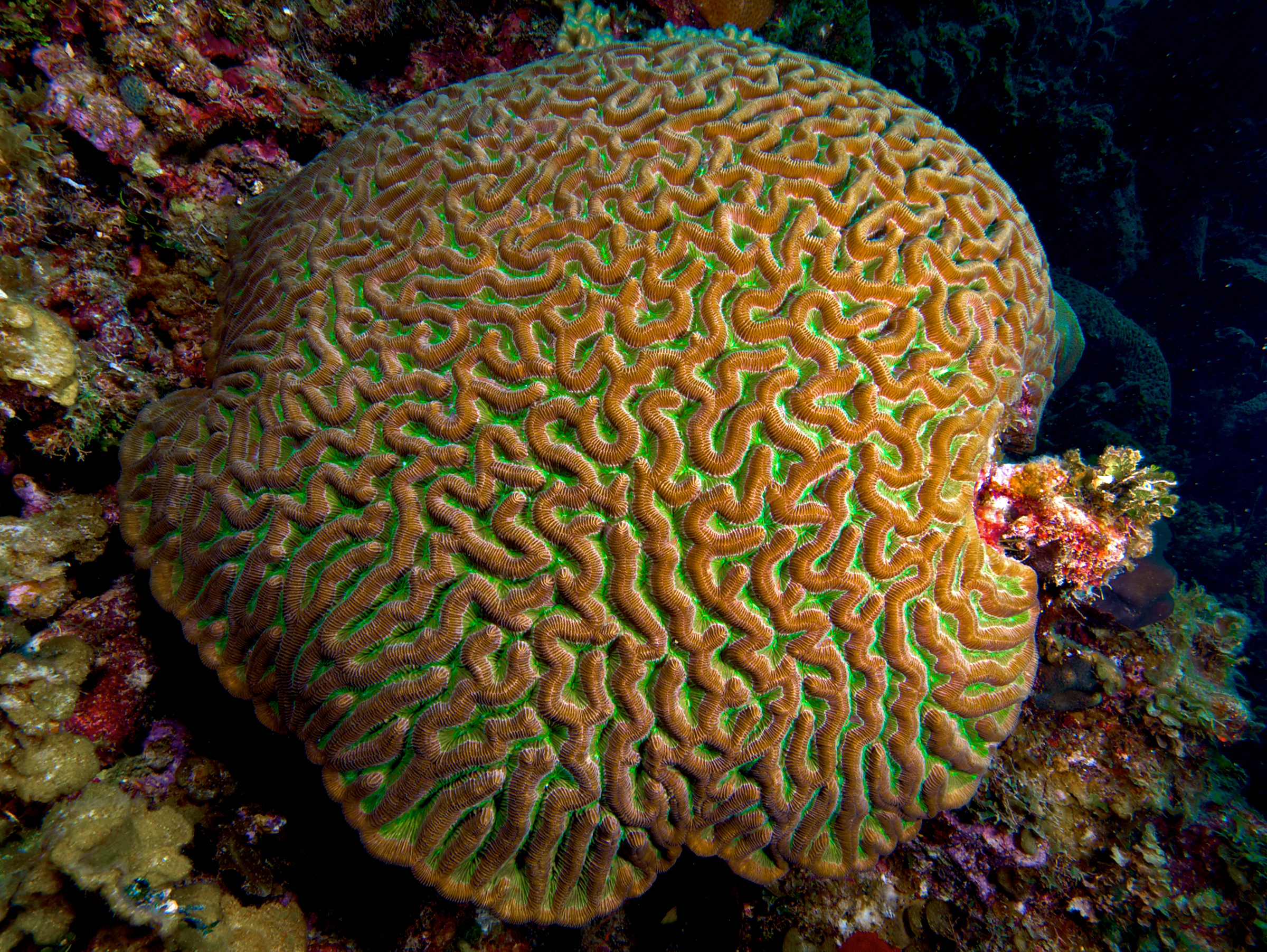
博爾德腦珊瑚（Colpophyllia natans）

石珊瑚目可以是含有蟲黃藻或不含蟲黃藻的。但在含有蟲黃藻的珊瑚中，其內皮層細胞充滿了共生藻類。這類共生可以將接近95%蟲黃藻所產生有機物轉化為珊瑚蟲的食物。而光合作用所產生的氧氣及蟲黃藻所製造多餘的能量可以幫助石珊瑚生長快達3倍之多，因而有共生藻類有相當大的幫助。這類石珊瑚目因為對光線的嚴格要求，被限制在淺水（約60米水深）、有光、溫暖卻不過熱、適度至快速流動的乾淨海水、充滿氧氣的地方，較喜歡堅實及非泥濘的表面。
不含蟲黃藻的珊瑚一般都不是形成礁的，大量分佈在約水深500米的地方。牠們可以生活在更寒冷及完全黑暗的地方，以吃浮游生物及懸浮有機粒子來產生能量。大部份不含蟲黃藻的珊瑚的生長率都較為慢，而典型的結構都是含較少鈣質的，故較易受到機械性破壞，例如海底拖網等破壞性魚法，一次就會摧毀掉花費上萬年形成的珊瑚群。

### 生長
石珊瑚目可以分芽及相對生長率來控制群體的形狀。分芽可以再分為內觸手芽及外觸手芽。珊瑚蟲在口道簡單的分裂，每一顆芽則保有部份原有的口道，並重新發展餘下的部份，這稱為內觸手芽。外觸手芽則是在主體的觸手環以外發生，分芽不會享有主體的功能。

## 演化歷史
有關石珊瑚目的起源，現時有兩個不同的假說。第一個是指古生代不同的四射珊瑚科直接（可能是多系群）演化出不同的石珊瑚目亞目；第二個則指石珊瑚目與四射珊瑚的相似性是源自古生代初期沒有骨骼的共同祖先。近年發現古生代的珊瑚化石卻擁有石珊瑚目的兩個重要特徵：霰石骨骼及隔壁的成形，故此增強了石珊瑚目是獨自演化的假說。

## 台灣的石珊瑚多樣性
根據台大海洋研究所戴昌鳳教授生涯四十餘年在台灣海域的調查，共計發現淺海珊瑚450種及深海珊瑚108種，台灣本島四周皆有石珊瑚分佈，其中恆春半島、綠島、蘭嶼、小琉球都有相當厚度的珊瑚礁石灰岩沉積，另外，台灣北部(例如: 基隆、彭佳嶼)受限於生長環境石珊瑚無法成礁，為非礁型珊瑚群聚(non-reefal coral communities)

## 分类
- 軸孔珊瑚科 Acroporidae
  - 薔薇珊瑚屬 Montipora
  - 假軸孔珊瑚屬 Anacropora
  - 軸孔珊瑚屬 Acropora
  - 星孔珊瑚屬 Astreopora
- 星珊瑚科 Astrocoeniidae
- 鹿角珊瑚科 Pocilloporidae
  - 鹿角珊瑚屬 Pocillopora
  - 列孔珊瑚屬 Seriatopora
  - 柱珊瑚屬 Stylophora
- 葵珊瑚科 Caryophylliidae
  - 多杯孔珊瑚屬 Polycyathus
- 樹珊瑚科(木珊瑚科) Dendrophylliidae
  - 陀螺珊瑚屬 Turbinaria
- 菊石亞目(菊珊瑚亞目) Faviina
  - 根珊瑚科 Rhizangiidae
  - 菊珊瑚科(蜂巢珊瑚科) Faviidae
  - 蜂巢珊瑚屬 Favia
  - 芭蘿珊瑚屬 Barabattoia
  - 角蜂巢珊瑚屬 Favites
  - 扁腦珊瑚屬 Platygyra
  - 圓菊珊瑚屬 Montastrea
  - 同星珊瑚屬 Plesiastrea
  - 黑星珊瑚屬 Oulastrea
  - 小星珊瑚屬 Leptastrea
  - 刺星珊瑚屬 Cyphastrea
- Meandrinidae
- 繩紋珊瑚科(裸肋珊瑚科) Merulinidae
  - 刺柄珊瑚屬 Hydnophora
- 苔珊瑚科(褶葉珊瑚科) Mussidae
  - 小褶葉珊瑚屬 Micromussa
  - 棘星珊瑚屬 Acanthastrea
- 目珊瑚科 Oculinidae
- 梳狀珊瑚科 Pectiniidae
  - 刺葉珊瑚屬 Echinophyllia
- 粗葉珊瑚科 Trachyphyllidae
- 蓮珊瑚科(菌珊瑚科) Agariciidae
  - 牡丹珊瑚屬 Pavona
  - 薄層珊瑚屬 Leptoseris
- 蕈珊瑚科(石芝珊瑚科) Fungiidae
  - 石芝珊瑚屬 Lithophyllon
- 孔珊瑚科(微孔珊瑚科) Poritidae
- 鐵星珊瑚科 Siderastreidae
  - 沙珊瑚屬 Psammocora
  - 篩珊瑚屬 Coscinaraea
  - 假鐵星珊瑚屬 Pseudosiderastrea
- 聯星珊瑚科 Thamnasteriidae

## 保育狀況
本目所有种均被列為《瀕危野生動植物種國際貿易公約》附錄二的物種，被限制出口及貿易。不包括化石。

## 外部連結
- Tree of Life - zoantharia （页面存档备份，存于）